# Flitwick (slott)
Flitwick är ett slott i Storbritannien.   Det ligger i kommunen Central Bedfordshire i riksdelen England, i den södra delen av landet, 60 km norr om huvudstaden London. Flitwick ligger 98 meter över havet.
Terrängen runt Flitwick är platt. Runt Flitwick är det mycket tätbefolkat, med 1 266 invånare per kvadratkilometer. Närmaste större samhälle är Luton, 14,4 km söder om Flitwick. Trakten runt Flitwick består till största delen av jordbruksmark.